# 워너 브라더스의 영화 목록 (2010-2019년)
다음은 2010년부터 2019년까지 제작된 워너 브라더스의 영화 목록이다.
| 개봉 날짜  | 제목                                  | 비고 |
| ---------- | ------------------------------------- | --- |
| 2010.1.15  | 일라이                                | 북미 배급, 공동 제작 Alcon Entertainment and 실버 픽처스 |
| 2010.1.29  | 엣지 오브 다크니스                    | 북미 배급, 공동 제작 GK Films, Icon Productions and BBC 필름스 |
| 2010.2.12  | 발렌타인 데이                         | 배급 담당, 제작 뉴 라인 시네마 |
| 2010.2.26  | 캅 아웃                               | 공동 제작 Marc Platt Productions |
| 2010.3.19  | 허블                                  | 공동 제작 IMAX Filmed Entertainment |
| 2010.4.2   | 타이탄                                | 공동 제작 레전더리 픽처스 |
| 2010.4.23  | 루저스                                | 공동 제작 다크 캐슬 엔터테인먼트, 스튜디오 카날 and Weed Road Pictures |
| 2010.4.30  | 나이트 메어                           | 배급 담당, 제작 뉴 라인 시네마 and 플래티넘 듄스 |
| 2010.5.27  | 섹스 앤 더 시티 2                     | 배급 담당, 제작 뉴 라인 시네마, 빌리지 로드쇼 픽처스 and HBO Films |
| 2010.6.4   | 스플라이스                            | 북미 배급, 공동 제작 다크 캐슬 엔터테인먼트, Senator Entertainment, 고몽 and Telefilm Canada                                                                                     |
| 2010.6.18  | 조나 헥스                             | 공동 제작 레전더리 픽처스 and Weed Road Pictures |
| 2010.7.16  | 인셉션                                | 공동 제작 레전더리 픽처스 and 신카피 |
| 2010.7.30  | 캣츠 앤 독스 2                        | 공동 제작 빌리지 로드쇼 픽처스 |
| 2010.8.6   | 플립                                  | 공동 제작 캐슬 록 엔터테인먼트 |
| 2010.8.20  | 로터리 티켓                           | 공동 제작 Alcon Entertainment, Burg/Koules Productions, Cube Vision and Sweepstake Productions                                                                                   |
| 2010.9.3   | 고잉 더 디스턴스                      | 배급 담당, 제작 뉴 라인 시네마 |
| 2010.9.17  | 타운                                  | 공동 제작 레전더리 픽처스, GK Films and Thunder Road Pictures |
| 2010.9.24  | 가디언의 전설                         | 공동 제작 빌리지 로드쇼 픽처스 and Animal Logic |
| 2010.10.8  | 커플로 살아남기                       | 공동 제작 빌리지 로드쇼 픽처스, Gold Circle Films and Josephson Entertainment |
| 2010.10.22 | 히어애프터                            | 공동 제작 앰블린 엔터테인먼트, The Kennedy/Marshall Company and Malpaso Productions                                                                                              |
| 2010.11.5  | 듀 데이트                             | 공동 제작 레전더리 픽처스 and Green Hat Films |
| 2010.11.19 | 해리 포터와 죽음의 성물 1부           | 공동 제작 헤이데이 필름스 |
| 2010.12.17 | 요기 베어                             | 공동 제작 Sunswept Entertainment, De Line Pictures and Rhythm and Hues Studios                                                                                                   |
| 2011.1.28  | 더 라이트: 악마는 있다                | 배급 담당, 제작 뉴 라인 시네마 and Tribeca Productions |
| 2011.2.18  | 언노운                                | 인터내셔널 배급, 공동 제작 다크 캐슬 엔터테인먼트 |
| 2011.2.25  | 홀 패스                               | 배급 담당, 제작 뉴 라인 시네마 and Conundrum Entertainment |
| 2011.3.11  | 레드 라이딩 후드                      | 공동 제작 Appian Way Productions |
| 2011.3.25  | 써커 펀치                             | 공동 제작 레전더리 픽처스 and Cruel and Unusual Films |
| 2011.4.8   | 아서                                  | |
| 2011.5.6   | 러브 앤 프렌즈                        | 공동 제작 Alcon Entertainment |
| 2011.5.27  | 행오버 2                              | 공동 제작 레전더리 픽처스 and Green Hat Films |
| 2011.6.17  | 그린 랜턴: 반지의 선택                | 공동 제작 DC 엔터테인먼트 |
| 2011.7.8   | 스트레스를 부르는 그 이름 직장상사    | 배급 담당, 제작 뉴 라인 시네마 and Rat Entertainment |
| 2011.7.15  | 해리 포터와 죽음의 성물 2             | 공동 제작 헤이데이 필름스 |
| 2011.7.29  | 크레이지, 스투피드, 러브              | |
| 2011.8.12  | 파이널 데스티네이션 5                 | 배급 담당, 제작 뉴 라인 시네마, Practical Pictures and Zide/Perry Productions |
| 2011.9.9   | 컨테이젼                              | 공동 제작 Participant Media, Imagenation Abu Dhabi and Double Features Films |
| 2011.9.23  | 돌핀 테일                             | 공동 제작 Alcon Entertainment |
| 2011.9.30  | 드림 하우스                           | 인터내셔널 배급, 공동 제작 Morgan Creek Productions |
| 2011.11.4  | 해롤드와 쿠마의 크리스마스            | 배급 담당, 제작 뉴 라인 시네마, Mandate Pictures and Kingsgate Films |
| 2011.11.11 | 제이, 에드가                          | 공동 제작 이매진 엔터테인먼트, Malpaso Productions and Wintergreen Productions                                                                                                   |
| 2011.11.18 | 해피 피트 2                           | 공동 제작 빌리지 로드쇼 픽처스 |
| 2011.12.9  | 뉴욕의 연인들                         | 배급 담당, 제작 뉴 라인 시네마, Wayne Rice Films and Karz Entertainment |
| 2011.12.16 | 셜록 홈즈: 그림자 게임                | 공동 제작 빌리지 로드쇼 픽처스, 실버 픽처스 and Di Bonaventura Pictures |
| 2011.12.25 | 엄청나게 시끄럽고 믿을 수 없게 가까운 | 공동 제작 Scott Rudin Productions |
| 2012.1.13  | 조이풀 노이즈                         | 공동 제작 Alcon Entertainment |
| 2012.2.10  | 잃어버린 세계를 찾아서 2: 신비의 섬   | 배급 담당, 제작 뉴 라인 시네마, 월든 미디어 and Contrafilm |
| 2012.3.2   | 프로젝트 X                            | 공동 제작 Green Hat Films and 실버 픽처스 |
| 2012.3.30  | 타이탄의 분노                         | 공동 제작 레전더리 픽처스, Thunder Road Films and Mace Neufeld Productions |
| 2012.4.20  | 더 럭키 원                            | 공동 제작 빌리지 로드쇼 픽처스, Di Novi Pictures and Langley Park Productions |
| 2012.5.11  | 다크 섀도우                           | 공동 제작 빌리지 로드쇼 픽처스, GK Films, Infinitum Nihil and the Zanuck Company                                                                                                 |
| 2012.5.25  | 체르노빌 다이어리                     | 공동 제작 Alcon Entertainment, FilmNation Entertainment and PWP |
| 2012.6.15  | 락 오브 에이지                        | 배급 담당, 제작 뉴 라인 시네마, Offspring Entertainment and Maguire Entertainment                                                                                                |
| 2012.6.29  | 매직 마이크                           | 공동 제작 FilmNation Entertainment |
| 2012.7.20  | 다크 나이트 라이즈                    | 공동 제작 레전더리 픽처스 and 신카피 |
| 2012.8.10  | 캠페인                                | 공동 제작 Gary Sanchez Productions and Everyman Pictures |
| 2012.8.24  | 유령                                  | 공동 제작 다크 캐슬 엔터테인먼트 and Babelsberg Studios |
| 2012.9.21  | 내 인생의 마지막 변화구               | 공동 제작 Malpaso Productions |
| 2012.10.12 | 아르고                                | 공동 제작 GK Films and Smokehouse Pictures |
| 2012.10.26 | 클라우드 아틀라스                     | 북미 배급, 공동 제작 X-Filme Creative Pool and Anarchos Productions |
| 2012.12.14 | 호빗: 뜻밖의 여정                     | 배급 담당, 제작 뉴 라인 시네마, 메트로 골드윈 메이어 and WingNut Films |
| 2013.1.11  | 갱스터 스쿼드                         | 공동 제작 빌리지 로드쇼 픽처스 and Langley Park Productions |
| 2013.2.1   | 불릿 투 더 헤드                       | 배급 담당, 공동 제작 다크 캐슬 엔터테인먼트, Metropolitan Filmexport, IM Global and After Dark Films                                                                             |
| 2013.2.15  | 뷰티풀 크리처스                       | 북미 배급, 공동 제작 Alcon Entertainment, 3 Arts Entertainment and Belle Pictures                                                                                                |
| 2013.3.1   | 잭 더 자이언트 킬러                   | 배급 담당, 제작 뉴 라인 시네마, 레전더리 픽처스, 오리지널 필름, Big Kid Pictures and Bad Hat Harry Productions                                                                   |
| 2013.3.15  | 더 인크레더블 버트 원더스톤           | 배급 담당, 제작 뉴 라인 시네마, Benderspink and Carousel Productions |
| 2013.4.12  | 42                                    | 공동 제작 레전더리 픽처스 |
| 2013.5.10  | 위대한 개츠비                         | 공동 제작 빌리지 로드쇼 픽처스, Bazmark Productions and Red Wagon Entertainment                                                                                                  |
| 2013.5.24  | 행오버 3                              | 공동 제작 레전더리 픽처스 and Green Hat Films |
| 2013.6.14  | 맨 오브 스틸                          | 공동 제작 레전더리 픽처스, DC 엔터테인먼트, Cruel and Unusual Films and 신카피                                                                                                   |
| 2013.7.12  | 퍼시픽 림                             | 공동 제작 레전더리 픽처스 |
| 2013.7.19  | 컨저링                                | 배급 담당, 제작 뉴 라인 시네마, Safran Company and Evergreen Media Group |
| 2013.8.9   | 위 아 더 밀러스                       | 배급 담당, 제작 뉴 라인 시네마 |
| 2013.8.30  | 겟어웨이                              | 공동 제작 다크 캐슬 엔터테인먼트 and After Dark Films |
| 2013.9.20  | 프리즈너스                            | 북미 배급, 공동 제작 Alcon Entertainment, 8:38 Productions and Madhouse Entertainment                                                                                            |
| 2013.10.4  | 그래비티                              | 공동 제작 헤이데이 필름스 and Esperanto Filmoj Productions |
| 2013.12.13 | 호빗: 스마우그의 폐허                 | 배급 담당, 제작 뉴 라인 시네마, 메트로 골드윈 메이어 and WingNut Films |
| 2013.12.20 | 그녀                                  | 공동 제작 Annapurna Pictures |
| 2013.12.27 | 그루지 매치                           | 공동 제작 랫팩 엔터테인먼트, Di Bonaventura Pictures, Gerber Pictures and Callahan Filmworks                                                                                     |
| 2014.2.7   | 레고 무비                             | 공동 제작 워너 브라더스 애니메이션 그룹, 빌리지 로드쇼 픽처스 and 랫팩 엔터테인먼트                                                                                              |
| 2014.2.14  | 윈터스 테일                           | 공동 제작 빌리지 로드쇼 픽처스, 랫팩 엔터테인먼트, Mace Neufeld Productions, Marc Platt Productions and Weed Road Pictures                                                       |
| 2014.3.7   | 300: 제국의 부활                      | 공동 제작 레전더리 픽처스, Cruel and Unusual Films, Atmosphere Pictures, Hollywood Gang Films and Skylark Productions                                                            |
| 2014.3.14  | 베로니카 마스                         | 공동 제작 Mace Neufeld Productions and Spoondolie Productions |
| 2014.4.18  | 트랜센던스                            | 북미 배급, 공동 제작 Alcon Entertainment and Straight Up Films |
| 2014.5.16  | 고질라                                | 공동 제작 레전더리 픽처스 |
| 2014.5.23  | 블렌디드                              | 공동 제작 랫팩 엔터테인먼트, Gulfstream Pictures, Happy Madison Productions and Flower Films                                                                                     |
| 2014.6.6   | 엣지 오브 투모로우                    | 공동 제작 빌리지 로드쇼 픽처스, 랫팩 엔터테인먼트, 3 Arts Entertainment and Viz Productions                                                                                      |
| 2014.6.20  | 저지 보이즈                           | 공동 제작 랫팩 엔터테인먼트, Malpaso Productions and GK Films |
| 2014.7.2   | 타미                                  | 배급 담당, 제작 뉴 라인 시네마, 랫팩 엔터테인먼트, Gary Sanchez Productions and On the Day Productions                                                                           |
| 2014.8.8   | 인투 더 스톰                          | 배급 담당, 제작 뉴 라인 시네마, 빌리지 로드쇼 픽처스, 랫팩 엔터테인먼트 and Broken Road Productions                                                                              |
| 2014.8.22  | 이프 아이 스테이                      | 배급 담당, 제작 뉴 라인 시네마, 메트로 골드윈 메이어, 랫팩 엔터테인먼트 and Di Novi Pictures                                                                                     |
| 2014.9.12  | 돌핀 테일 2                           | 공동 제작 Alcon Entertainment |
| 2014.9.19  | 당신 없는 일주일                      | 공동 제작 랫팩 엔터테인먼트, Spring Creek Pictures and 21 Laps Entertainment |
| 2014.10.3  | 애나벨                                | 배급 담당, 제작 뉴 라인 시네마, 랫팩 엔터테인먼트, Safran Company and Atomic Monster Productions                                                                                 |
| 2014.10.3  | 뷰티풀 라이                           | 공동 제작 Alcon Entertainment, 이매진 엔터테인먼트, Reliance Entertainment and Black Label Media                                                                                 |
| 2014.10.10 | 더 저지                               | 공동 제작 빌리지 로드쇼 픽처스, 랫팩 엔터테인먼트 and Team Downey |
| 2014.11.7  | 인터스텔라                            | 인터내셔널 배급, 공동 제작 파라마운트 픽쳐스, 레전더리 픽처스, 신카피 and Lynda Obst Productions                                                                                 |
| 2014.11.28 | 스트레스를 부르는 그 이름 직장상사 2  | 배급 담당, 제작 뉴 라인 시네마, 랫팩 엔터테인먼트 and Benderspink |
| 2014.12.12 | 인히어런트 바이스                     | 공동 제작 랫팩 엔터테인먼트 and Ghoulardi Film Company |
| 2014.12.17 | 호빗: 다섯 군대 전투                  | 배급 담당, 제작 뉴 라인 시네마, 메트로 골드윈 메이어 and WingNut Films |
| 2014.12.25 | 아메리칸 스나이퍼                     | 공동 제작 빌리지 로드쇼 픽처스, 랫팩 엔터테인먼트, Malpaso Productions, Mad Chance Productions and 22nd & Indiana Productions                                                    |
| 2015.2.6   | 주피터 어센딩                         | 공동 제작 빌리지 로드쇼 픽처스, 랫팩 엔터테인먼트 and Anarchos Productions |
| 2015.2.27  | 포커스                                | 공동 제작 랫팩 엔터테인먼트, Zaftig Films, Di Novi Pictures and Kramer & Sigman Films                                                                                            |
| 2015.3.13  | 런 올 나이트                          | 공동 제작 랫팩 엔터테인먼트, Vertigo Entertainment and Energy Entertainment |
| 2015.3.27  | 겟 하드                               | 공동 제작 랫팩 엔터테인먼트, Gary Sanchez Productions |
| 2015.4.10  | 로스트 리버                           | 공동 제작 Bold Films, Marc Platt Productions and Phantasma |
| 2015.4.24  | 워터 디바이너                         | 북미 배급, 공동 제작 랫팩 엔터테인먼트, Entertainment One, Hopscotch Features and Fear of God Films                                                                              |
| 2015.5.8   | 핫 퍼슈트                             | 배급 담당, 제작 뉴 라인 시네마, 메트로 골드윈 메이어, 랫팩 엔터테인먼트 and Pacific Standard                                                                                     |
| 2015.5.15  | 매드 맥스: 분노의 도로                | 공동 제작 빌리지 로드쇼 픽처스, 랫팩 엔터테인먼트 and Kennedy Miller Mitchell |
| 2015.5.29  | 샌 안드레아스                         | 배급 담당, 제작 뉴 라인 시네마, 빌리지 로드쇼 픽처스, 랫팩 엔터테인먼트 and Flynn Picture Company                                                                                |
| 2015.6.3   | 앙투라지                              | 공동 제작 HBO Films, 랫팩 엔터테인먼트 and Closest to the Wall Productions |
| 2015.6.26  | 배트키드 비긴즈                       | 배급 담당, 제작 뉴 라인 시네마 and KTF Films |
| 2015.6.26  | 맥스                                  | 공동 제작 메트로 골드윈 메이어, 랫팩 엔터테인먼트 and Sunswept Entertainment |
| 2015.7.1   | 매직 마이크 XXL                       | 공동 제작 랫팩 엔터테인먼트 and Iron Horse Entertainment |
| 2015.7.10  | 갤로우즈                              | 배급 담당, 제작 뉴 라인 시네마, Blumhouse Productions, Management 360, and Tremendum Pictures                                                                                    |
| 2015.7.29  | 베케이션                              | 공동 제작 뉴 라인 시네마, 랫팩 엔터테인먼트 and Big Kid Pictures |
| 2015.8.14  | 맨 프롬 U.N.C.L.E.                    | 공동 제작 랫팩 엔터테인먼트, Davis Entertainment and Wigram Productions |
| 2015.8.28  | 위 아 유어 프렌즈                     | 북미 배급, 공동 제작 스튜디오 카날 and 워킹 타이틀 필름스 |
| 2015.9.18  | 블랙매스                              | 공동 제작 랫팩 엔터테인먼트, Cross Creek Pictures, Infinitum Nihil and Ridgerock Entertainment Group                                                                             |
| 2015.9.25  | 인턴                                  | 공동 제작 랫팩 엔터테인먼트 and Waverly Films |
| 2015.10.9  | 팬                                    | 공동 제작 랫팩 엔터테인먼트 |
| 2015.10.30 | 프레지던트 메이커                     | 공동 제작 랫팩 엔터테인먼트, Participant Media and Smokehouse Pictures |
| 2015.11.13 | 33                                    | 배급 담당, 제작 Alcon Entertainment |
| 2015.11.25 | 크리드                                | 배급 담당, 제작 뉴 라인 시네마, 메트로 골드윈 메이어 and 랫팩 엔터테인먼트 |
| 2015.12.11 | 하트 오브 더 씨                       | 공동 제작 빌리지 로드쇼 픽처스, 이매진 엔터테인먼트, 랫팩 엔터테인먼트, Roth Films, Spring Creek Pictures, Cott Productions, Enelmar Productions, A.I.E. and Kia Jam Productions |
| 2015.12.25 | 포인트 브레이크                       | 북미 배급, 공동 제작 Alcon Entertainment, Chris Taylor Productions and Fusion Films                                                                                              |
| 2016.2.12  | 하우 투 비 싱글                       | 배급 담당, 제작 뉴 라인 시네마, 메트로 골드윈 메이어 and 랫팩 엔터테인먼트 |
| 2016.3.18  | 미드나잇 스페셜                       | 공동 제작 랫팩 엔터테인먼트, Entertainment One, FilmNation Entertainment, Faliro House Productions and Tri-State Pictures                                                        |
| 2016.3.25  | 배트맨 대 슈퍼맨: 저스티스의 시작     | 공동 제작 랫팩 엔터테인먼트, Atlas Entertainment and Cruel and Unusual Films |
| 2016.4.15  | 우리 동네 이발소에 무슨 일이 3        | 배급 담당, 제작 뉴 라인 시네마, 메트로 골드윈 메이어, 랫팩 엔터테인먼트 and Cube Vision                                                                                          |
| 2016.4.29  | 키아누                                | 배급 담당, 제작 뉴 라인 시네마, 랫팩 엔터테인먼트 |
| 2016.5.20  | 나이스 가이즈                         | 북미 배급, 공동 제작 Waypoint Entertainment and 실버 픽처스 |
| 2016.6.3   | 미 비포 유                            | 배급 담당, 제작 뉴 라인 시네마, 메트로 골드윈 메이어 and 랫팩 엔터테인먼트 |
| 2016.6.10  | 컨저링 2                              | 배급 담당, 제작 뉴 라인 시네마, 랫팩 엔터테인먼트, The Safran Company and Evergreen Media Group                                                                                  |
| 2016.6.17  | 센트럴 인텔리전스                     | 북미 배급, 제작 뉴 라인 시네마, 유니버설 픽처스, 랫팩 엔터테인먼트 and Bluegrass Films                                                                                           |
| 2016.7.1   | 레전드 오브 타잔                      | 공동 제작 빌리지 로드쇼 픽처스, 랫팩 엔터테인먼트, Dark Horse Entertainment and Jerry Weintraub Productions                                                                      |
| 2016.7.22  | 라이트 아웃                           | 배급 담당, 제작 뉴 라인 시네마 and 랫팩 엔터테인먼트 |
| 2016.8.5   | 수어사이드 스쿼드                     | 공동 제작 랫팩 엔터테인먼트 and Atlas Entertainment |
| 2016.8.19  | 워 독                                 | 공동 제작 랫팩 엔터테인먼트, Joint Effort Productions and The Mark Gordon Company                                                                                                |
| 2016.9.9   | 설리: 허드슨강의 기적                 | 공동 제작 빌리지 로드쇼 픽처스, 랫팩 엔터테인먼트, Malpaso Productions, The Kennedy/Marshall Company and Flashlight Films                                                        |
| 2016.9.23  | 아기배달부 스토크                     | 공동 제작 워너 브라더스 애니메이션 그룹 |
| 2016.10.14 | 어카운턴트                            | 공동 제작 랫팩 엔터테인먼트, Electric City Entertainment, Zero Gravity Management                                                                                                |
| 2016.11.18 | 신비한 동물사전                       | 공동 제작 랫팩 엔터테인먼트 and 헤이데이 필름스 |
| 2016.12.16 | 나는 사랑과 시간과 죽음을 만났다      | 배급 담당, 제작 뉴 라인 시네마, 빌리지 로드쇼 픽처스, 랫팩 엔터테인먼트, PalmStar Media, Merced Media, Likely Story, Anonymous Content and Overbrook Entertainment               |
| 2016.12.25 | 리브 바이 나이트                      | 배급 담당, 제작 Appian Way Productions and Pearl Street Films |
| 2017.2.10  | 레고 배트맨 무비                      | 공동 제작 DC 엔터테인먼트, 랫팩 엔터테인먼트, 레고 그룹, 워너 브라더스 애니메이션 그룹, Lin Pictures, Vertigo Entertainment, Lord Miller and Animal Logic                        |
| 2017.2.17  | 피스트 파이트                         | 배급 담당, 제작 뉴 라인 시네마, 빌리지 로드쇼 픽처스, 랫팩 엔터테인먼트, 21 Laps Entertainment and Wrigley Pictures                                                              |
| 2017.3.10  | 콩: 스컬 아일랜드                     | 공동 제작 레전더리 픽처스 and Tencent Pictures |
| 2017.3.24  | 기동 순찰대                           | 공동 제작 랫팩 엔터테인먼트 and Primate Pictures |
| 2017.4.7   | 고잉 인 스타일                        | 배급 담당, 제작 뉴 라인 시네마, 랫팩 엔터테인먼트 and De Line Pictures |
| 2017.4.21  | 언포게터블                            | 공동 제작 랫팩 엔터테인먼트 and Di Novi Pictures |
| 2017.5.5   | 맥스 2 : 화이트 하우스 히어로         | 공동 제작 Sunswept Entertainment and Orion Pictures |
| 2017.5.12  | 킹 아서: 제왕의 검                    | 공동 제작 빌리지 로드쇼 픽처스, 랫팩 엔터테인먼트, Weed Road Pictures, Safe House Pictures and Ritchie/Wigram Productions                                                        |
| 2017.5.19  | 에브리씽, 에브리씽                    | 배급 담당, 제작 메트로 골드윈 메이어, 랫팩 엔터테인먼트 and Alloy Entertainment                                                                                                  |
| 2017.6.2   | 원더 우먼                             | 공동 제작 DC 엔터테인먼트, 랫팩 엔터테인먼트, Cruel and Unusual Films, and Mandy Films                                                                                           |
| 2017.6.30  | 하우스                                | 배급 담당, 제작 뉴 라인 시네마, 빌리지 로드쇼 픽처스, 랫팩 엔터테인먼트, Good Universe and Gary Sanchez Productions                                                              |
| 2017.7.21  | 덩케르크                              | 공동 제작 랫팩-듄 엔터테인먼트, 신카피 |
| 2017.8.11  | 애나벨: 인형의 주인                   | 배급 담당, 제작 뉴 라인 시네마, 랫팩 엔터테인먼트, Atomic Monster Productions and The Safran Company                                                                             |
| 2017.9.8   | 그것                                  | 배급 담당, 제작 뉴 라인 시네마, 랫팩 엔터테인먼트, Lin Pictures, Vertigo Entertainment and KatzSmith Productions                                                                 |
| 2017.9.22  | 레고 닌자고 무비                      | 공동 제작 랫팩 엔터테인먼트, Lin Pictures, Animal Logic, and Vertigo Entertainment                                                                                               |
| 2017.10.6  | 블레이드 러너 2049                    | 북미 배급, 제작 Alcon Entertainment, Scott Free Productions, Torridon Films and 16:14 Entertainment                                                                              |
| 2017.10.20 | 지오스톰                              | 공동 제작 스카이댄스 미디어, 랫팩 엔터테인먼트 and Electric Entertainment |
| 2017.11.17 | 저스티스 리그                         | 공동 제작 DC 엔터테인먼트, 랫팩 엔터테인먼트 and Atlas Entertainment |
| 2017.12.1  | 더 디제스터 아티스트                  | 인터내셔널 배급, 제공 뉴 라인 시네마, Point Grey Pictures, Good Universe and Rabbit Bandini Productions                                                                          |
| 2017.12.22 | 파더 피거스                           | 공동 제작 Alcon Entertainment, The Montecito Picture Company and DMG Entertainment                                                                                               |
| 2018.1.12  | 패딩턴 2                              | 북미 배급, 제작 스튜디오 카날 and 헤이데이 필름스 |
| 2018.1.19  | 12 솔져스                             | 배급 담당, 제작 produced by Alcon Entertainment, Black Label Media and 제리 브룩하이머 필름스                                                                                    |
| 2018.2.9   | 더 15:17 투 파리                      | 공동 제작 빌리지 로드쇼 픽처스, 랫팩 엔터테인먼트 and Malpaso Productions |
| 2018.2.23  | 게임 나이트                           | 배급 담당, 제작 뉴 라인 시네마, 랫팩 엔터테인먼트, Davis Entertainment, Aggregate Films                                                                                          |
| 2018.3.16  | 툼 레이더                             | 공동 제작 메트로 골드윈 메이어 and GK Films |
| 2018.3.29  | 레디 플레이어 원                      | 공동 제작 앰블린 엔터테인먼트, 빌리지 로드쇼 픽처스, De Line Pictures and Farah Films & Management                                                                               |
| 2018.4.13  | 램페이지                              | 배급 담당, 제작 뉴 라인 시네마, Flynn Picture Company, Wrigley Pictures, Seven Bucks Productions, and ASAP Entertainment                                                         |
| 2018.5.11  | 라이프 오브 더 파티                   | 배급 담당, 제작 뉴 라인 시네마 and On the Day Productions |
| 2018.6.8   | 오션스 에이트                         | 공동 제작 빌리지 로드쇼 픽처스, Rahway Road Pictures and Larger Than Life Productions                                                                                            |
| 2018.6.15  | 태그                                  | 배급 담당, 제작 뉴 라인 시네마 and Broken Road Productions |
| 2018.7.27  | 틴 타이탄 고! 투 더 무비              | 공동 제작 워너 브라더스 애니메이션 |
| 2018.8.10  | 메가로돈                              | 공동 제작 Gravity Pictures, Flagship Entertainment, Apelles Entertainment, Di Bonaventura Pictures, and Maeday Productions[29]                                                   |
| 2018.8.15  | 크레이지 리치 아시안스                | 공동 제작 Color Force and Ivanhoe Pictures |
| 2018.9.7   | 더 넌                                 | 배급 담당, 제작 뉴 라인 시네마 |
| 2018.9.28  | 스몰풋                                | 공동 제작 워너 브라더스 애니메이션 그룹 and Zaftig Film |
| 2018.10.5  | 스타 이즈 본                          | 공동 제작 메트로 골드윈 메이어, Joint Effort, Gerber Pictures and Peters Entertainment                                                                                           |
| 2018.11.16 | 신비한 동물들과 그린델왈드의 범죄     | 공동 제작 헤이데이 필름스 |
| 2018.11.21 | 크리드 2                              | 공동 제작 메트로 골드윈 메이어 and Chartoff-Winkler Productions |
| 2018.11.29 | 모글리: 정글의 전설                   | 배급 담당, 공동 제작 The Imaginarium, 넷플릭스 개봉 |
| 2018.11.30 | 허니 인 더 헤드                       | 공동 제작 Barefoot Films |
| 2018.12.14 | 라스트 미션                           | 공동 제작 Imperative Entertainment, Bron Creative and Malpaso Productions |
| 2018.12.17 | 데이 쉘 낫 그로우 올드                | 공동 제작 WingNut Films |
| 2018.12.21 | 아쿠아맨                              | 공동 제작 DC 엔터테인먼트 and Cruel and Unusual Films |
| 2019.2.8   | 레고 무비 2                           | 배급 담당, 제작 워너 애니메이션 그룹, Lin Pictures, Vertigo Entertainment and Animal Logic                                                                                       |
| 2019.2.13  | 이즌트 잇 로맨틱                      | 배급 담당, 제작 뉴 라인 시네마 and Bron Creative |
| 2019.3.15  | 낸시 드류와 비밀의 계단               | 공동 제작 A Very Good Production |
| 2019.4.5   | 샤잠!                                 | 배급 담당, 제작 뉴 라인 시네마, DC 엔터테인먼트, Flynn Picture Company and Seven Bucks Productions                                                                               |
| 2019.4.19  | 요로나의 저주                         | 배급 담당, 제작 뉴 라인 시네마 and Atomic Monster Productions |
| 2019.5.10  | 명탐정 피카츄                         | 공동 제작 레전더리 픽처스 |
| 2019.5.17  | 더 선 이즈 얼소 어 스타               | 공동 제작 메트로 골드윈 메이어 and Alloy Entertainment |
| 2019.5.31  | 고질라: 킹 오브 더 몬스터             | 공동 제작 레전더리 픽처스 |
| 2019.6.14  | 선 오브 샤프트                        | 배급 담당, 제작 뉴 라인 시네마 and Davis Entertainment 넷플릭스 개봉 |
| 2019.6.28  | 애나벨 집으로                         | 배급 담당, 제작 뉴 라인 시네마, Atomic Monster Productions and The Safran Company                                                                                                |
| 2019.8.9   | 더 키친                               | 배급 담당, 제작 뉴 라인 시네마, Bron Creative and DC 버티고 |
| 2019.8.14  | 블라인디드 바이 더 라이트             | 제작 뉴 라인 시네마 |
| 2019.9.6   | 그것: 두 번째 이야기                  | 배급 담당, 제작 뉴 라인 시네마, Lin Pictures, Vertigo Entertainment and KatzSmith Productions                                                                                    |
| 2019.9.13  | 더 골드핀치                           | 공동 제작 Color Force and Amazon Studios |
| 2019.10.4  | 조커                                  | 공동 제작 빌리지 로드쇼 픽처스, DC 엔터테인먼트 and Bron Creative |
| 2019.10.18 | 토렌스                                | 공동 제작 Bron Creative, Mayhem Pictures and Pearl Street Films |
| 2019.11.1  | 머더리스 브루클린                     | 공동 제작 Class 5 Films and MWM Studios |
| 2019.11.8  | 닥터 슬립                             | 공동 제작 Intrepid Pictures, Weed Road and Vertigo Entertainment |
| 2019.11.15 | 굿 라이어                             | 배급 담당, 제작 뉴 라인 시네마 and Bron Creative |
| 2019.12.13 | 리차드 쥬얼                           | 공동 제작 Malpaso Productions, Misher Films, and Appian Way Productions |
| 2019.12.25 | 저스트 머시                           | 공동 제작 Macro Media, Gil Netter Productions and Good Films |

## 같이 보기
- 뉴 라인 시네마의 영화 목록
- 워너 브라더스의 장편 애니메이션 영화 목록
- 분류:제작사별 영화 목록